# Cosmarium repandum
Cosmarium repandum là một loài Song tinh tảo trong họ Desmidiaceae, thuộc chi Cosmarium.